# Hipsometria

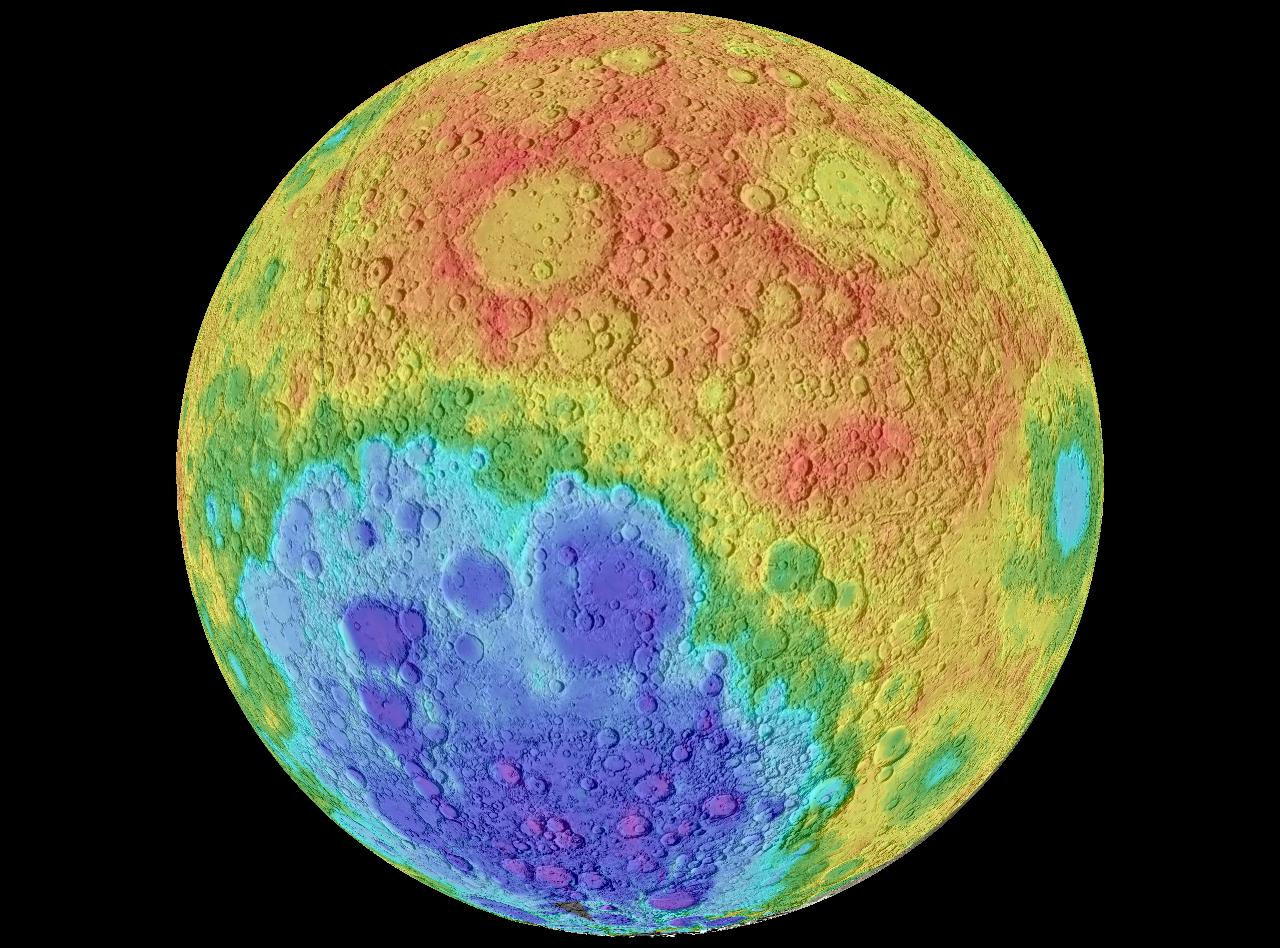
Mapa do Relevo da Lua

Em geografia e cartografia, hipsometria é uma técnica de representação gráfica de altitudes. A determinação de altitudes (altimetria ou nivelamento) é feito por meios geodésicos ou barométricos.
O mapa hipsométrico representa a variação de altitude de uma área em relação ao nível do mar,onde a altitude é zero (0), usando uma escala de cores. Cada cor representa um intervalo de altitude em metros e indica a altura ou profundidade de uma área.
A hipsometria também é utilizada em mapas hipsométricos para representar a topografia do local através de cores. A cor verde é utilizada para representar baixas altitudes e a cor castanha a branco para representar maiores altitudes. Através de um mapa hipsométrico é possível gerar curvas de níveis, estas definidas por linhas que representam uma cota definida.